# 爱丁堡动物园历史

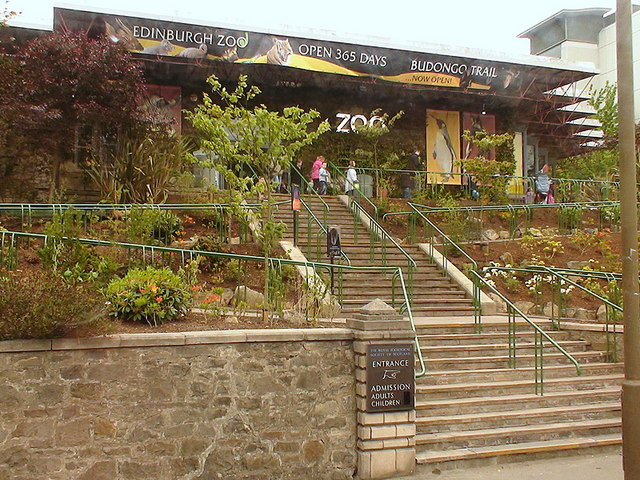
2009年爱丁堡动物园的入口

爱丁堡动物园是位于苏格兰爱丁堡科尔斯托尔芬的动物园，于1913年7月22日开放。 此前，爱丁堡曾有一个动物园，但未能发展下去。 这一新动物园归苏格兰皇家动物学会所有，并由该协会运营。爱丁堡动物园最初是作为苏格兰国家动物公园开放的。 现代的动物学方法保证了动物能在爱丁堡的寒冷气候下生存下去。 
爱丁堡动物园是英国唯一被纳入皇家特许状的动物园，也是世界上第一个养育和繁殖企鹅的动物园。 动物园的企鹅始终享有盛誉，且自20世纪50年代以来，公园每日都开企鹅巡游。 
尽管二战期间出于安全原因对一些动物实施了安乐死，但动物园基本上未受战争影响。 战争结束后，公园内来了一只名叫佛伊泰克的棕熊，曾在波兰军队中服役。 1972年，动物园中的国王企鹅之一被挪威军队收养。
在21世纪，爱丁堡动物园因2001年口蹄疫而被迫关闭，2005年受到了动物解放阵线的威胁。 2000年，动物园开始了彻底的改建计划。

## 动物园的前身
苏格兰的第一个动物园被称为皇家爱丁堡动物园，比现代爱丁堡动物园要早70年。 苏格兰富有的出版商和书商詹姆斯·唐纳森去世后，他的乡间别墅布劳顿·霍尔花园被改建为动物园。  动物园占地6英亩 （2.4公顷），位于爱丁堡市中心东北约一英里处，靠近东克莱蒙特大街。博物学家约翰·格雷厄姆·戴利尔是该项目的最初发起人之一，也是董事会主席。  动物园于1839年开放，园内有狮子，老虎，猴子，熊和大象等动物。 
当时，动物园中的动物通常处境恶劣，被关在狭窄的笼子里，爱丁堡动物园也不例外。 导致动物们经常患病，并且还遭受了爱丁堡凛冽东风的侵袭。 尽管遇到了这些挫折，该园还是想要通过举办音乐会，杂技表演，烟火表演和蒙哥菲尔气球展览来维持其知名度。 大象驮着孩子们逛公园，也是个难得的锻炼机会。 然而，即使有这些娱乐活动，动物园最终也难逃失败。 动物园关闭了，那块场地1857年卖给了房地产开发商。 现在，房屋和花园都不复存在了。

## 动物园的建立

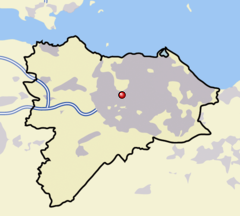
该地图显示了爱丁堡动物园内科尔斯托尔芬山的位置

平面图显示了动物园主要的占地区域以及这些土地归属公园的日期

爱丁堡动物园由邓弗里斯的律师托马斯·海宁·吉莱斯皮创立，他的梦想就是在苏格兰建立一个动物园。 最初，他得知热带动物没法在爱丁堡那样寒冷的气候中生活，皇家动物园的失败在某种程度上也印证了这种观点。 但是在1908年，他受到鼓励，研读了卡尔·哈根贝克首创的方法 ，这种方法能让热带动物在不久前对外开放的德国汉堡的哈根贝克动物园得以生存繁衍。
1909年，吉莱斯皮等人一起成立了一家注册的慈善组织 ，即苏格兰皇家动物保护协会的前身。该协会的第一任主席是律师兼政治家爱德华·西奥多·萨尔维森，他是挪威商人克里斯蒂安·萨尔维森的儿子，以后就能看出这种关系有多重要。约翰·亚瑟·汤姆森向保护协会作了多场演讲，进一步推动了德国哈根贝克动物园率先采用的现代方法。

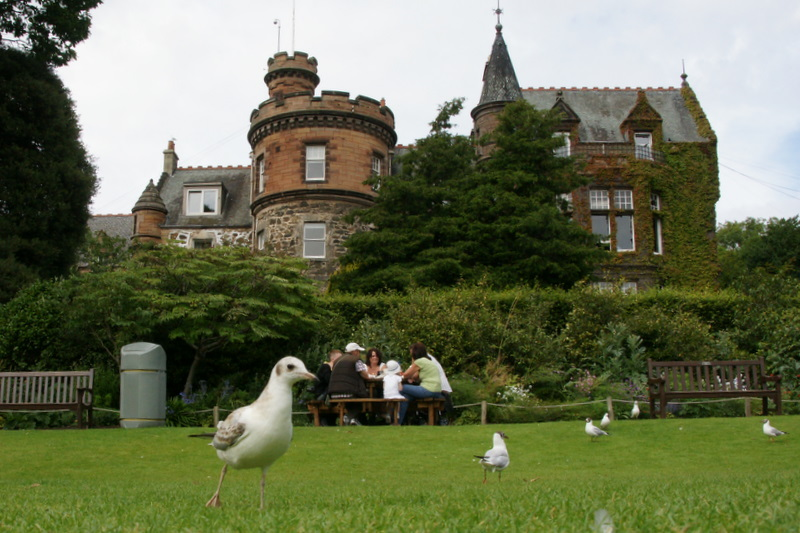
科尔斯托尔芬山的房子，位于爱丁堡动物园所在的场地上

剩下的事就是为新动物园找到合适的地点。 吉莱斯皮希望找到一个阳光充沛的地方，并避免北风和东风。他还希望能让人们搭乘公共交通便宜且快捷地到达动物园。保护协会获得了期权，可以用17,000镑的价格购买75英亩（30公顷）科尔斯托尔芬山的房子。 这所房子建于1793年，是苏格兰会计师威廉卡尔·哈根贝克基斯的住所。 它现在的苏格兰男爵建筑主要归功于麦克米伦家族1891年的改建。  
动物保护协会意识到在购买期权即将到期之前，他们很难筹集到必要的资金。 这时，爱丁堡市议会介入，于1913年2月直接购买了该庄园。 动物保护协会可以充分利用这一庄园，只需每年偿还4％的费用。
在协会成员的帮助下，又筹集了8,000英镑，用于公园的建设以及动物放养。 最初，动物园仅占据了最南端的27英亩（11公顷）土地，而北部的土地则用作高尔夫球场。该公园是由城市规划师帕特里克·格迪斯和他的女婿弗兰克·米尔斯设计的。遵循吉莱斯皮的愿景，他们根据纽约动物园公园和汉堡哈根贝克动物园等开放式动物园来进行设计。 这些现代化的动物公园为动物们提供了更加宽敞自然的环境，与维多利亚时代建造的典型饲养场的钢笼形成了鲜明的对比。苏格兰国家动物园经过15个星期的努力，于1913年7月22日对公众开放，园内有大量捐赠和借来的动物。尽管公园正在大规模重新开发，但动物园如今的占地面积几乎与原来一致。

## 早期历史
自开放当年，该动物园被纳入皇家特许状。但是直到乔治六世1948年来访后，才被授予“皇家”头衔。至2011年6月，爱丁堡动物园是英国唯一被纳入皇家特许状的动物园。最初的特许状将动物保护协会的使命定义为“促进，鼓励对动物学和同类学科的研究，并培养和发展人们对动物的兴趣和知识”。
由于动物保护协会与萨尔维森家族的关系，动物园一些最早的动物有三只国王企鹅，它们1914年初，与在利斯停靠的克里斯蒂安·萨尔维森捕鲸探险队，一起从南佐治亚抵达的。它们是除南大西洋以外，世界上最早出现的第一批企鹅。动物园在1919年成功孵化出了第一只圈养的国王企鹅幼崽。多年以后，捕鲸船继续将企鹅运送至动物园 今天，国王企鹅可能是动物园里最有名的动物了。
1925年动物园增加了热带鸟类和爬行动物栖息区，随后于1927年以赠款形式建立了水族馆，又在1929年增加了猿猴舍。如今著名的企鹅池始建于1930年，自那以后进行了重建，1990年新建了一个新的企鹅观赏区。1928年，科尔斯托尔芬高尔夫俱乐部最终从北部47英亩（19公顷）的土地上撤离出去了，动物园得以大大扩展。公园的这个新区域再次由米尔斯及其伙伴卡洛斯·威尔森设计，并于1937年完工。  
哈根贝克的现代动物园技术被证明是行之有效的，爱丁堡因其优良的动物而迅速赢得了声誉。1934年，人工饲养的海狮和河狸诞生了，1936年又诞生了一只黑猩猩。一窝狼崽出生于1938年，不久之后，第一只红猩猩也在英国出生。

## 战争年代
爱丁堡动物园在第二次世界大战期间遭到两次炸弹袭击，但大部分未受到伤害。据报道，其中一枚炸弹在1940年左右杀死了一只长颈鹿。然而，爱丁堡动物园像英国的所有动物园一样，还是受到了战争的影响。 由于炸弹随时都可能掉落，因此，如果危险动物的围圈遭到破坏，它们可能会逃脱，构成一定的安全威胁。因此，在1941年，不得不对刚出生的狼和一系列危险的蛇实施安乐死，以防止对公众造成任何危险。尽管战火不断，动物园仍在继续发展，1942年买下了东部的土地，随后又开始建造湖泊。

## 战后时代
吉莱斯皮于1950年退任董事一职。1956年，吉尔伯特·费舍尔接替了他，成为动物保护协会理事长，对动物园进行了有效的管理。

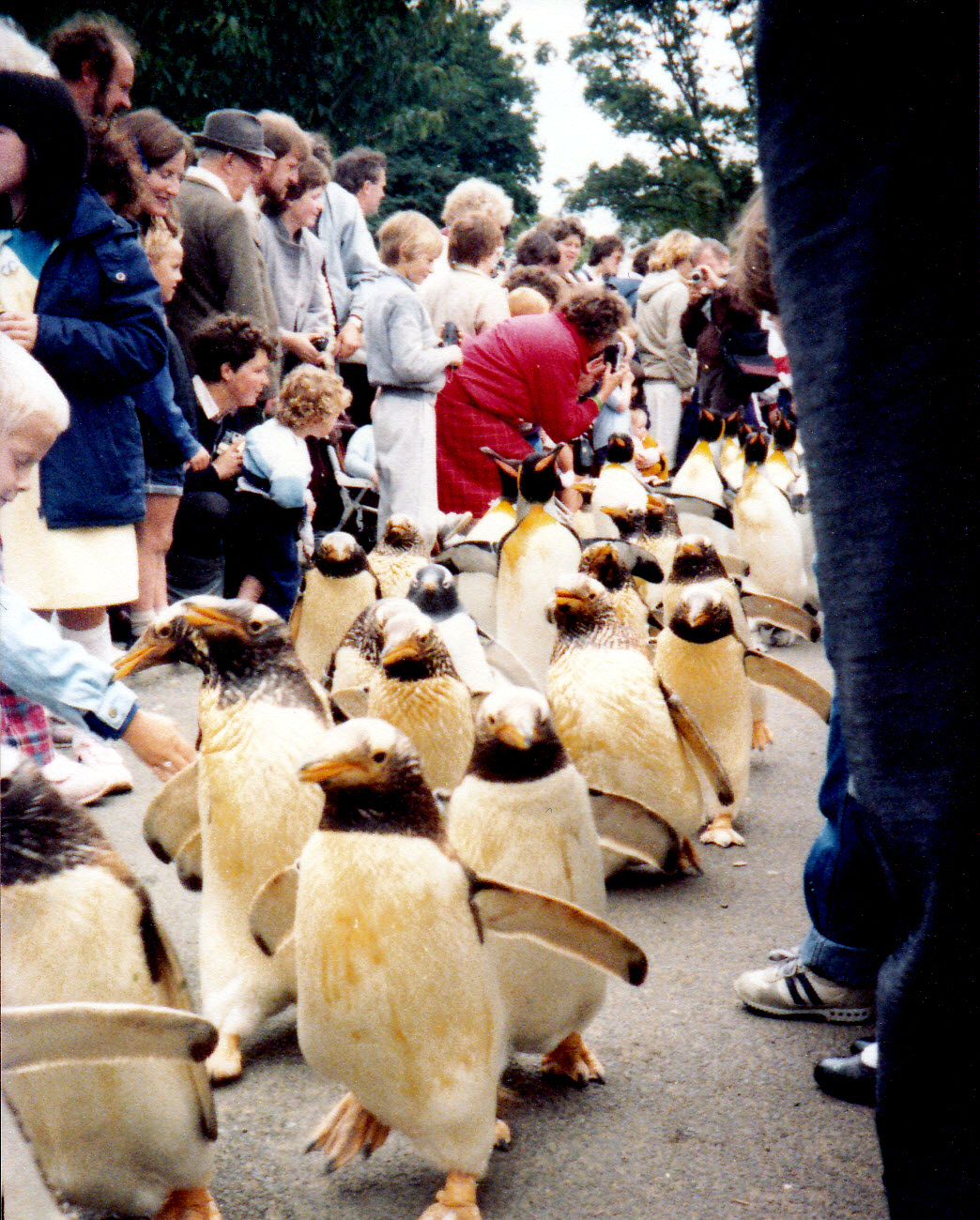
1985年的企鹅大游行

正是此时，爱丁堡动物园现在非常著名的企鹅游行活动得以创建。一位动物园管理员一不小心忘记关上企鹅池的门，随后便有一大群企鹅在动物园周围走来走去。参观者对游行感到非常兴奋，于是该游行便得以经常举办。如今，每天动物园的企鹅中大约有三分之二在公园周围游行。

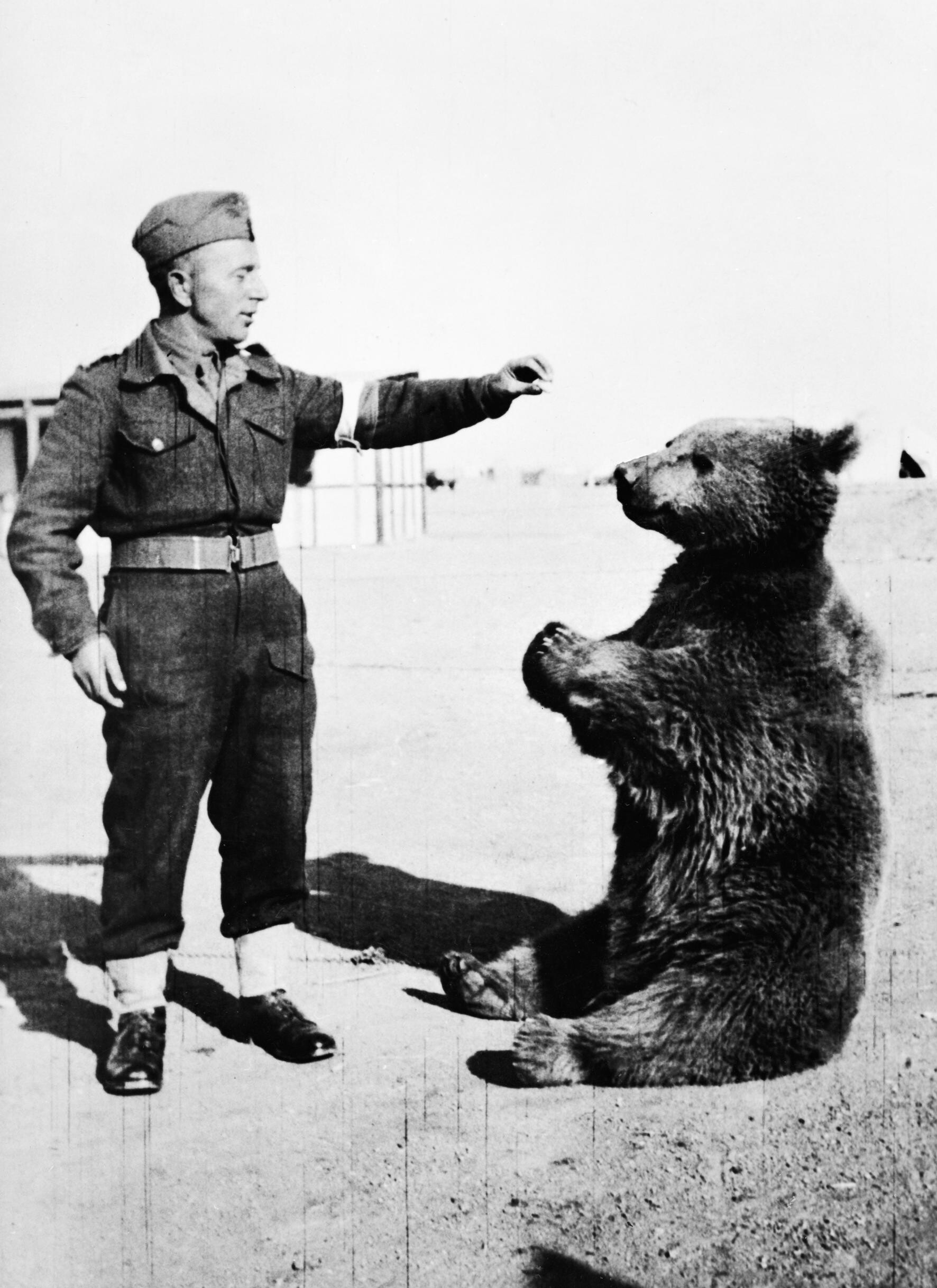
佛伊泰克来到苏格兰的几年前，1942年与波兰士兵一起

战后时期动物园最著名的动物之一是叙利亚棕熊佛伊泰克。战争期间，佛伊泰克被卖给了一群波兰士兵。他学会了通过携带弹药箱来帮助士兵，并成为了一个非官方的吉祥物。1944年，波兰第二军航行到意大利，加入了英国第八军。为了确保他能登上英国运输船，必须将佛伊泰克正式编入波兰军队。1946年，第二军复员并定居在苏格兰，位于伯立克郡赫顿附近的温菲尔德营地。佛伊泰克于1947年退役，来到了爱丁堡动物园，并一直在那生活，直到1963年去世。服役期间，佛伊泰克喜欢上了香烟，这可能让他在动物园备受欢迎，引人注意。
1972年，当国王企鹅尼尔斯·奥拉夫被挪威国王卫队收养时，动物园也获得了更多的军事资质。挪威与爱丁堡企鹅的联系始于萨尔维森一家与动物园的关系，1961年，一位名叫尼尔斯·埃吉利恩的中尉与国王卫队一起访问动物园时，引起了人们新的兴趣。1972年，埃吉利恩回去后，安排卫队收养了其中一只企鹅。尼尔斯·奥拉夫以埃吉利恩的名字命名，这个名字也是为了纪念挪威国王奥拉夫五世，尼尔斯还获得了准下士的称号。尼尔斯的企鹅雕像现在放在动物园外。
三岁的北极熊梅赛德斯在加拿大丘吉尔被救出后，于1984年被送来了爱丁堡动物园。她溜达到小镇寻找食物。由于她对居民构成了危险，人们为梅赛德斯贴上数字，以便对其进行追踪。后因无法使其返回野外，便决定对她开枪。爱丁堡动物保护协会的一名成员与他在加拿大的表弟联手营救梅赛德斯，并在爱丁堡动物园为她找了个新家。北极熊将成为动物园最受欢迎的动物之一。
1986年，协会购买了高地野生动物公园，是金尤西附近的野生动物园和动物园，占地259英亩（105公顷），位于因弗内斯以南30英里（48千米）。当尼尔·麦克弗森于1972年开放公园时，野生动物公园的目标是展示苏格兰高地的原生动物。今天，它的重点已经改变，动物园主要容纳了冻原物种，其中包括一些从爱丁堡动物园迁来的动物。

## 21世纪
1999年10月，动物园开始考虑搬迁，以改善其设施。至2000年2月，动物园已经放弃了重新安置的计划，而是宣布了整个场地改建的“总体规划”。
2001年的口蹄疫迫使动物园关闭，以保护动物免受感染。由于动物园无法接待任何游客，因此面临巨大的经济损失。尽管公园仅在五个星期后就可以重新开放，人们还是对动物园的未来提出了疑问。 4月初，动物园重新开放时，一位匿名的前爱丁堡居民捐赠了190万英镑，以提供进一步的帮助。
2005年，新的布顿哥黑猩猩舍和英国的第一个灵长类动物行为研究站点人类进化中心链接一起成立。在2006年的一项科学突破中，发现爱丁堡的黑猩猩使用类似单词的人声来描述食品。

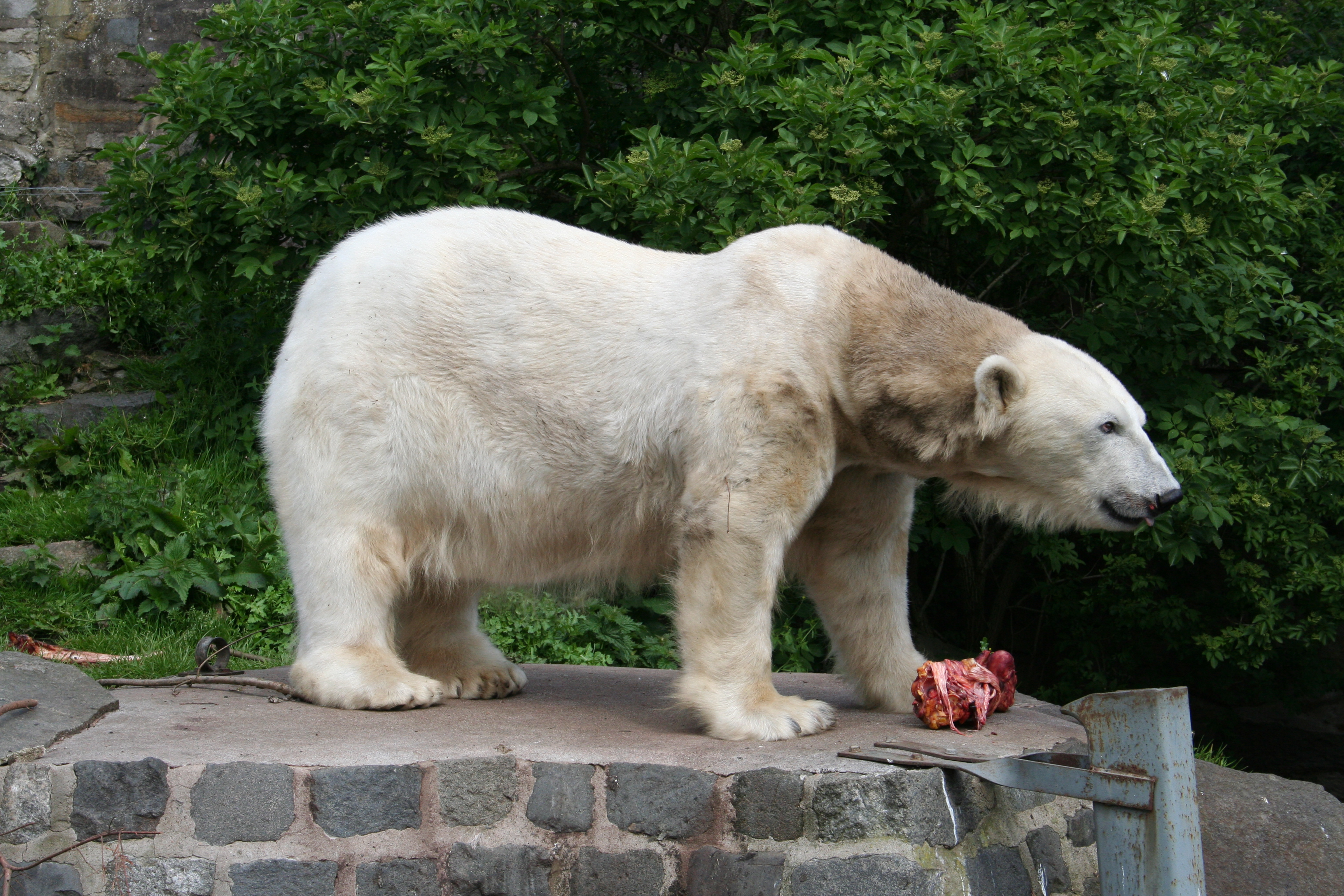
2006年爱丁堡动物园的北极熊梅赛德斯

在2005年下半年，动物解放阵线对圈养梅赛德斯（当时英国唯一的北极熊）的行动提出了威胁。动物园最初计划在梅赛德斯死后便停止他们的北极熊展览。当动物园官员宣布计划创建一个新景点，以确保该物种的生存时，动物解放阵线威胁要破坏动物园工作人员的财产，还用了其他恐吓手段。爱丁堡对待北极熊的方法经常受到批评，诸如梅赛德斯的伴侣巴尼于1997年去世等事件引起了人们的关注，巴尼是被扔进他笼子的塑料儿童玩具呛死。 2009年，动物园执行了他们的计划，为梅赛德斯创造一个新的展览并改善条件，将其转移到高地野生动物公园，在那里，她与一只名叫沃克的年轻雄性北极熊为伴。梅赛德斯患有严重的关节炎，2011年人们出于同情，对它实施了安乐死 。

### 2007年理事会带来的麻烦
2006年1月，动物园提出了出售15英亩（6.1公顷）的土地，为正在进行的改建筹集资金。该计划于2007年10月被理事会否决，使动物保护协会“极为失望”。动物园在11月宣布对抗理事会的决定。当月晚些时候，有传言说动物园正在考虑迁往格拉斯哥，尽管动物园官员坚持说谣言是不真实的。对于出售土地有太多反对声音，导致动物园最后出售的土地仅为最初提议的一小部分。